# Ступишины
Ступи́шины — дворянский род, столбового дворянства.
Восходит к началу XVI века. В XVII веке многие Ступишины имели придворные чины стольников и стряпчих. Род внесён в VI часть родословных книг Московской, Пензенской, Симбирской и Костромской губерний (Гербовник, II, 78).
По приказу Василия III Борис, Михаил и Иван Ступишины были назначены в караул во дворце на время бракосочетания великого князя с Еленой Глинской (январь 1526). Василий Семёнович Ступишин был назначен в караул у дворца на время бракосочетания царя Ивана IV Грозного с Анастасией Захарьиной-Юрьевой (1547). Андрей Борисович Ступишин был включён царём Иваном IV Грозным в число избранной тысячи дворян по Волоколамску.

## Описание гербов

#### Герб Ступишиных 1785 г.
В Гербовнике Анисима Титовича Князева 1785 года имеется печать с гербом Ивана Васильевича Ступишина: в серебряном поле щита положены, крестообразно, два синих знамени с коричневыми древками и вертикально копьё с коричневым древком и голубым наконечником, а поверх их, горизонтально, остриём влево, голубой меч с коричневым эфесом. Щит расположен на мантии княжеского достоинства и увенчан дворянской короною.

#### Герб. Часть II. № 78.
В голубом поле щита изображены крестообразно два знамени и копьё имеющие древки золотые, и серебряный меч положенный горизонтально. Щит увенчан обыкновенным дворянским шлемом с дворянской на ней короной. Намёт на щит голубого и красного цвета, подложенный золотом.

## Известные представители
- Трифон (Ступишин) (?  − 1566 год) — епископ Суздальский, затем архиепископ Полоцкий.
- Ступишин Иван Прокофьевич - стольник патриарха Филарета (1627-1629).
- Ступишины: Степан Иванович и Андрей Саввинович - московские дворяне (1627-1629).
- Ступишин Юрий Сергеевич Большой - московский дворянин (1658).
- Ступишины: Иван Алексеевич, Иван Андреевич, Андрей Богданович, Степан, Никита, Андрей и Алексей  Ивановичи - московские дворяне (1676-1692).
- Ступишин Прокофий Иванович - стряпчий (1660-1676), стольник (1676).
- Ступишины: Карп Алексеевич, Филат и Иван Прокофьевичи, Анисим Григорьевич, Фрол и Дей Ивановичи - стряпчие (1661-1693).
- Ступишин Ефрем Григорьевич - воевода в Мосальске в 1696-1699 г[9][10].
- Ступишин, Алексей Алексеевич (ум. в 1786 году) — генерал-аншеф, губернатор Нижегородской (в 1773—1784 годах), Вятской и Костромской губерний.
- Ступишин, Петр Алексеевич (умер в 1782 году) — губернатор Выборгской губернии
- Ступишин, Ростислав Дмитриевич (1836—1885) — сын Симбирского дворянина отставного поручика Д. Н. Ступишина, писатель[11]
- Ступишин, Иван Алексеевич (умер в 1806 году) — первый Пензенский губернатор (1780—1806).
- Ступишин, Иван Васильевич — Московский губернский предводитель дворянства (1793).